# De Heuven
De Heuven is een buurtschap in de gemeente Oude IJsselstreek in de Nederlandse provincie Gelderland. Kerkelijk gezien hoort De Heuven bij het naburige Etten. Het ligt 3 kilometer ten westen van Gaanderen dicht bij Warm.
In De Heuven was kasteel Oud-Wisch gelegen. Het nieuwe kasteel Wisch kwam aan de andere kant van de Oude IJssel.
Stad: Terborg

Dorpen: Bontebrug · Breedenbroek · Etten · Gendringen · Megchelen · Netterden · Silvolde · Sinderen · Ulft · Varsselder · Varsseveld · Westendorp

Buurtschappen en gehuchten: De Heuven · Engbergen · Heelweg-Oost · Heelweg-West · Milt · Vriezelaar · Rafelder · Veldhunten · Voorst · Wals · Warm · Wieken · IJsselhunten · Ziek

Gelderland: Steden en dorpen in Gelderland      Nederland: Provincies · Gemeenten